# Григорян, Мгер Гербертович
Мгер Гербертович Григорян (арм.  Մհեր Հերբերտի Գրիգորյան; род. 15 февраля 1972 года, Аштарак, Армянская ССР) — армянский государственный и политический деятель, вице-премьер-министр Республики Армения. В должность вступил с 11 мая 2018 года (c 16 октября 2018 по 14 января 2019 года — исполняющий обязанности).

## Биография

### Образование
Мгер Григорян с 1989 по 1991 годы учился в Московском государственном университете на юридическом факультете. Он продолжил учёбу в Ереванском государственном университете с 1991 по 1994 год и окончил юридический факультет, получив квалификацию юриста. С 1997 по 1998 годы прошёл 6-месячный квалификационный курс бизнес школы университета Лидса (Великобритания).

### Трудовая деятельность
С 1994 по 1996 годы занимался частным предпринимательством в Российской Федерации. В 1996 году начал профессиональную деятельность в Центральном банке, где в 1997—1999 гг. занимал должность руководителя юридического управления. С 1999 по 2005 годы работал в «Айнерардбанке» (ныне банк «Америя») в должностях руководителя юридической службы, операционного директора. С 2002 по 2006 годы он также оказывал юридические консалтинговые услуги Всемирному банку. С 2004 2005 годы по совместительству работал в банке «HSBC-Армения» в должности руководителя юридической службы. С 2005—2007 годы Мгер Григорян занимал должность исполнительного директора «Инекобанка». С 2007 по 2011 годы продолжил свою деятельность в банке «ВТБ-Армения» в должности заместителя исполнительного директора. С 2006 по 2018 годы занимал должность члена совета «Арка Кредит Репортинг». В 2011 году занял должность председателя правления «Ардшинбанка» и оставался на этом посту до 2018 года. С 2012 по 2018 годы Мгер Григорян также занимал должность председателя совета страховой компании «Армения Иншуранс».
С 12 мая 2018 года указом президента Армении был назначен вице-премьером Республики Армения. С 16 октября 2018 года выполнял функции исполняющего обязанности вице-премьера Республики Армения. А с 16 января 2019 года указом президента Армении был назначен вице-премьером Республики Армения.

### Партийная принадлежность
Беспартийный.

## Награды
- 2016 — медаль «Анания Ширакаци» (НКР), за вклад в развитие экономики.
- 2017 — медаль «Анания Ширакаци» (Армения), по случаю Дня независимости Республики Армения за вклад в развитие экономики.
- 2022 — медаль «За вклад в развитие Евразийского экономического союза» (9 декабря 2022, Высший совет Евразийского экономического союза)[2].
- 2024 — медаль «10 лет Евразийскому экономическому союзу» (26 декабря 2024, Высший Евразийский экономический совет)[3].

## Семья
Женат, имеет сына и дочь.